# Franc malià
El franc malià (en francès franc malien o, simplement, franc) fou la unitat monetària del Mali entre el 1962 i el 1984. El seu codi ISO 4217 era MLF i s'acostumava a abreujar Fr. Nominalment es dividia en 100 cèntims (centimes), si bé mai es va emetre la moneda fraccionària.
Va substituir el franc CFA en termes paritaris (1:1), tot i que va devaluar i el 1962 fou substituït de nou pel franc CFA, aquest cop, però, a raó de dos francs malians per un de CFA.
Els bancs emissors foren, al començament, el Banc de la República de Mali (Banque de la République du Mali) i, a partir del 1971, el Banc Central de Mali (Banque Centrale du Mali). En van circular monedes de 5, 10, 25, 50 i 100 francs i bitllets de 50, 100, 500, 1.000, 5.000 i 10.000 francs.